# Dicladanthera forrestii
Dicladanthera forrestii là một loài thực vật có hoa trong họ Ô rô. Loài này được F.Muell. mô tả khoa học đầu tiên năm 1882.